# Eugene Wolynsky
Eugene Wolynsky, född 23 augusti 1970 i Kiev, är en ukrainsk poet och sångare som bor och verkar i Sverige.  
Han är med som sångare i punkbandet Bolshevikings som gjort ett album, och släppt en diktsamling, samt haft en roll i humorserien Humorlabbet.  
Wolynsky har tillsammans med Johan Syrén översatt Vladimir Vysotskij.  
2018 grundade Wolynsky bandet KARMA LOOK, som definierar sig som "ukraїnglish horror cabaret". Bandet spelar egna låtar samt covers av rockklassiker med Wolynskys översättningar av texter till ukrainska, låtar till översättningar av ukrainska dikter av t.ex. Hryhoriy Skovoroda och Ivan Mazepa. 

## Diskografi
- 2013 In Sweden Everything's Forbidden, Bolshevikings. Finos records/Phonofile.

## Publikationer
- 2001 Skräckdikter på grund-SFI.